# Dreikugelhaus

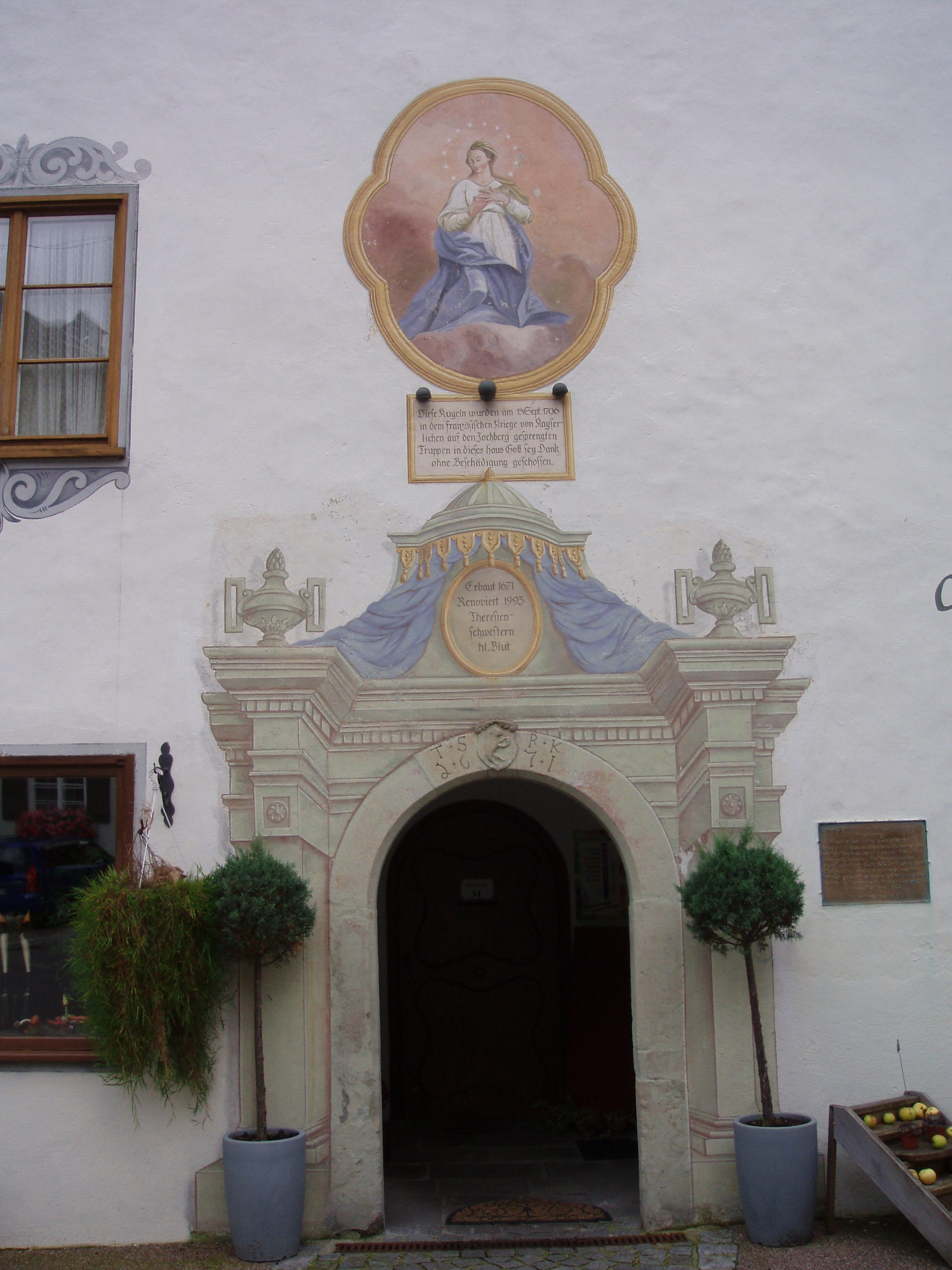
Portal des Dreikugelhauses

Das Dreikugelhaus in Bad Hindelang wurde 1671 erbaut.
Bauherr war der Salzfaktor und Stutenhofverwalter Thomas Scholl, wie die Inschrift neben dem Wappenschild bezeugt: T. S. – R. K. 16-7.I. (= Thomas Scholl und Ehefrau Rosina Keller). Der Wappenschild über dem Eingang zeigt einen stehenden Bären. Das Portal auf der Giebelseite des Hauses ist von zwei Pilastern mit Kanneluren und geradem Gebälk umrahmt. Über dem Eingang sind die drei Kanonenkugeln, denen das Haus seinen Namen verdankt, in die Wand eingelassen; eine Inschrift erklärt:
Diese Kugeln wurden am 13. Sept. 1796 in dem französischen / Kriege von Kayserlichen auf den Jochberg gesprengten Truppen / in dieses Haus Gott sei Dank ohne Beschädigung geschossen.
Auf der Rückseite des zweigeschossigen Massivbaus sieht man noch Spuren von roten Fensterumrahmungen und Ecklisenen.